# Katsina (staat)
Katsina is een Nigeriaanse staat. De hoofdstad is Katsina, de staat heeft 10,368.500 inwoners (2022) en een oppervlakte van 24.192 km².

## Lokale bestuurseenheden
Er zijn 34 lokale bestuurseenheden (Local Government Areas of LGA's). Elk LGA wordt bestuurd door een gekozen raad met aan het hoofd een democratisch gekozen voorzitter.
De lokale bestuurseenheden zijn:
| - Bakori - Batagarawa - Batsari - Baure - Bindawa - Charanchi - Dan-Musa - Dandume - Danja - Daura - Dutsi - Dutsin-Ma - Faskari - Funtua - Ingawa - Jibia - Kafur |  | - Kaita - Kankara - Kankia - Katsina - Kurfi - Kusada - Mai'Adua - Malumfashi - Mani - Mashi - Matazu - Musawa - Rimi - Sabuwa - Safana - Sandamu - Zango |

Abia · Adamawa · Akwa Ibom · Anambra · Bauchi · Bayelsa · Benue · Borno · Cross River · Delta · Ebonyi · Edo · Ekiti · Enugu · Gombe · Imo · Jigawa · Kaduna · Kano · Katsina · Kebbi · Kogi · Kwara · Lagos · Nassarawa · Niger · Ogun · Ondo · Osun · Oyo · Plateau · Rivers · Sokoto · Taraba · Yobe · Zamfara
Federaal district: Federal Capital Territory